# Colonia Cuisillos
Colonia Cuisillos är en ort i Mexiko.   Den ligger i kommunen El Arenal och delstaten Jalisco, i den centrala delen av landet, 500 km väster om huvudstaden Mexico City. Colonia Cuisillos ligger 1 437 meter över havet och antalet invånare är 523.
Terrängen runt Colonia Cuisillos är kuperad åt nordost, men åt sydväst är den platt. Runt Colonia Cuisillos är det tätbefolkat, med 659 invånare per kvadratkilometer. Närmaste större samhälle är Tala, 9,2 km sydväst om Colonia Cuisillos. I omgivningarna runt Colonia Cuisillos växer huvudsakligen savannskog.